# إدواردو شيرير
إدواردو شيرير (بالإسبانية: Eduardo Schaerer)‏ (و. 1873 – 1941 م) هو رائد أعمال، وسياسي من باراغواي .
تولى منصب رئيس الباراغواي .